# Kurt Kaehne
Kurt Kaehne (* 1890; † 1970) war ein deutscher Geograph und Kartograf.

## Leben
Kurt Kaehne studierte an der Friedrich-Wilhelms-Universität zu Berlin, leistete zwischenzeitlich von 1916 bis 1918 Wehrdienst in der Orient-Sektion der Preußischen Landesaufnahme und wurde 1921 bei Albrecht Penck in Berlin mit seiner Dissertation Versuch einer Morphologie des Urmija-Beckens zum Dr. phil. promoviert. Anschließend wirkte er an der Friedrich-Wilhelms-Universität zu Berlin unter Albrecht Penck und Alfred Merz am Institut und Museum für Meereskunde in der Geographisch-naturwissenschaftlichen Abteilung bei Walter Behrmann als Assistent für Kartographie.
Ab 1935 war er beim Reichsamt für Landesaufnahme und wirkte hier zuletzt als Leiter der Kartensammlung.
In der Zeit von 1945 bis 1955 war er in der Nachfolgeeinrichtung des Reichsamtes für Landesaufnahme im Amt für Kartographie und Kartendruck Berlin als Referent tätig.

## Schriften
- Versuch einer Morphologie des Urmija-Beckens, Dissertation, Friedrich-Wilhelms-Universität zu Berlin 1921